# Giulio Bosca
Giulio Giovanni Bosca (Torino, 3 febbraio 1990) è un ex sciatore alpino italiano, specialista dello slalom gigante e dal 2021 commentatore sportivo per la Rai.

## Biografia

### Carriera sciistica
Giulio Bosca è fratello di Guglielmo, a sua volta sciatore alpino. Residente a Courmayeur e attivo in gare FIS dal novembre del 2005, ha esordito in Coppa Europa il 31 gennaio 2008 a Chamonix in discesa libera (70º) e in Coppa del Mondo il 12 gennaio 2013 ad Adelboden in slalom gigante senza completare la prova. Il 1º dicembre 2014 ha debuttato anche in Nor-Am Cup, circuito in cui ha ottenuto il primo podio (2º in slalom gigante) il 19 dicembre dello stesso anno a Panorama. Sempre in slalom gigante ha colto nel 2018 due podi in Coppa Europa, il 27 febbraio a Sankt Moritz (3º) e il 14 marzo a Soldeu/El Tarter (2º), e in Coppa del Mondo ha ottenuto il miglior piazzamento il 3 marzo a Kranjska Gora (18º); ha preso per l'ultima volta il via il 2 marzo 2020 a Lenzerheide senza completare la prova. Si è ritirato al termine della stagione 2020-2021 e la sua ultima gara è stata lo slalom gigante dei Campionati italiani 2021, disputato il 22 marzo a Livigno e chiuso da Bosca al 21º posto. Non ha preso parte a rassegne olimpiche o iridate.

### Altre attività
Dalla stagione 2020-2021 è commentatore sportivo di sci alpino per la Rai.

## Palmarès

### Coppa del Mondo
- Miglior piazzamento in classifica generale: 135º nel 2018

### Coppa Europa
- Miglior piazzamento in classifica generale: 26º nel 2018
- 2 podi (entrambi in slalom gigante):
  - 1 secondo posto
  - 1 terzo posto

### Nor-Am Cup
- Miglior piazzamento in classifica generale: 14º nel 2016
- 3 podi (tutti in slalom gigante):
  - 3 secondi posti

### Campionati italiani
- 3 medaglie[2]:
  - 2 ori (slalom gigante nel 2017; slalom gigante nel 2018)
  - 1 bronzo (combinata nel 2017)

### Campionati italiani juniores
- 1 medaglia:
  -  1 bronzo (discesa libera nel 2007)[senza fonte]